# Amandus Weinreich
Amandus Weinreich, vollständig Amandus Friedrich Wilhelm Weinreich (* 22. November 1860 in Offendorf, heute Ortsteil von Ratekau; † 1. März 1943 in Schwerin) war ein deutscher evangelisch-lutherischer Theologe und Hochschullehrer.

## Leben
Amandus Weinreich war der Sohn eines Landmanns und Schmieds im damals zum Fürstentum Lübeck im Großherzogtum Oldenburg gehörenden Offendorf. Er besuchte das Katharineum zu Lübeck bis zum Abitur Ostern 1881 und studierte als Stipendiat der Schabbelschen Stipendien-Stiftung Evangelische Theologie an den Universitäten Erlangen, Berlin, Greifswald und Kiel. Zu Michaelis 1885 bestand er in Kiel sein Theologisches Examen. 1887 wurde er in Stettin zum Pastor ordiniert; von 1887 bis 1890 wirkte er als Diaconus (2. Pastor) an der Nikolaikirche in Gützkow und von 1890 bis 1893 als Kompastor in Neumünster. Seit dem 9. Juli 1893 war er Pastor des Nordbezirks der Christianskirche in Ottensen und ab 1898 erster Pastor der neuerbauten Kreuzkirche (Ottensen). 
Zum 21. April 1907 wurde er als Nachfolger von Franz Rendtorff zum Klosterprediger am Kloster Preetz und Studiendirektor am Predigerseminar für Schleswig-Holstein in Preetz berufen. Am 6. Februar 1913 verlieh ihm die Theologische Fakultät der Universität Kiel den Grad eines Lic. theol. ehrenhalber. Am 25. Febr. 1913 habilitierte er sich für Praktische Theologie, und am 19. März 1913 verlieh ihm die königliche Regierung den Titel Professor. 1921 erhielt er als Honorarprofessor einen Lehrauftrag für Praktische Theologie.
1924 wechselte er wieder in den Gemeindedienst und wurde Pastor in Sterup in Angeln. Sein Nachfolger in Preetz wurde Heinrich Rendtorff. 1929 ging Weinreich in den Ruhestand, lebte zunächst in Schleswig und nach dem Tod seiner Frau 1933 bei seiner Tochter in Schwerin. Auch hier hat er noch gepredigt.
Weinreich war Delegierter des Deutschen Evangelischen Kirchentags bei dessen Tagungen 1924 in Bethel und 1927 in Königsberg.
Sein besonderes Interesse galt der Niederdeutschen Sprache in der Kirche. 1935 veröffentlichte er eine Sammlung plattdeutscher Predigten.

## Werke
- Der Ertrag des Krieges für das religiöse, sittliche u. kirchliche Leben unserer Gemeinden. 1915
- Plattdütsche Predigten. Schwerin: Bahn 1935